# Aureolaria

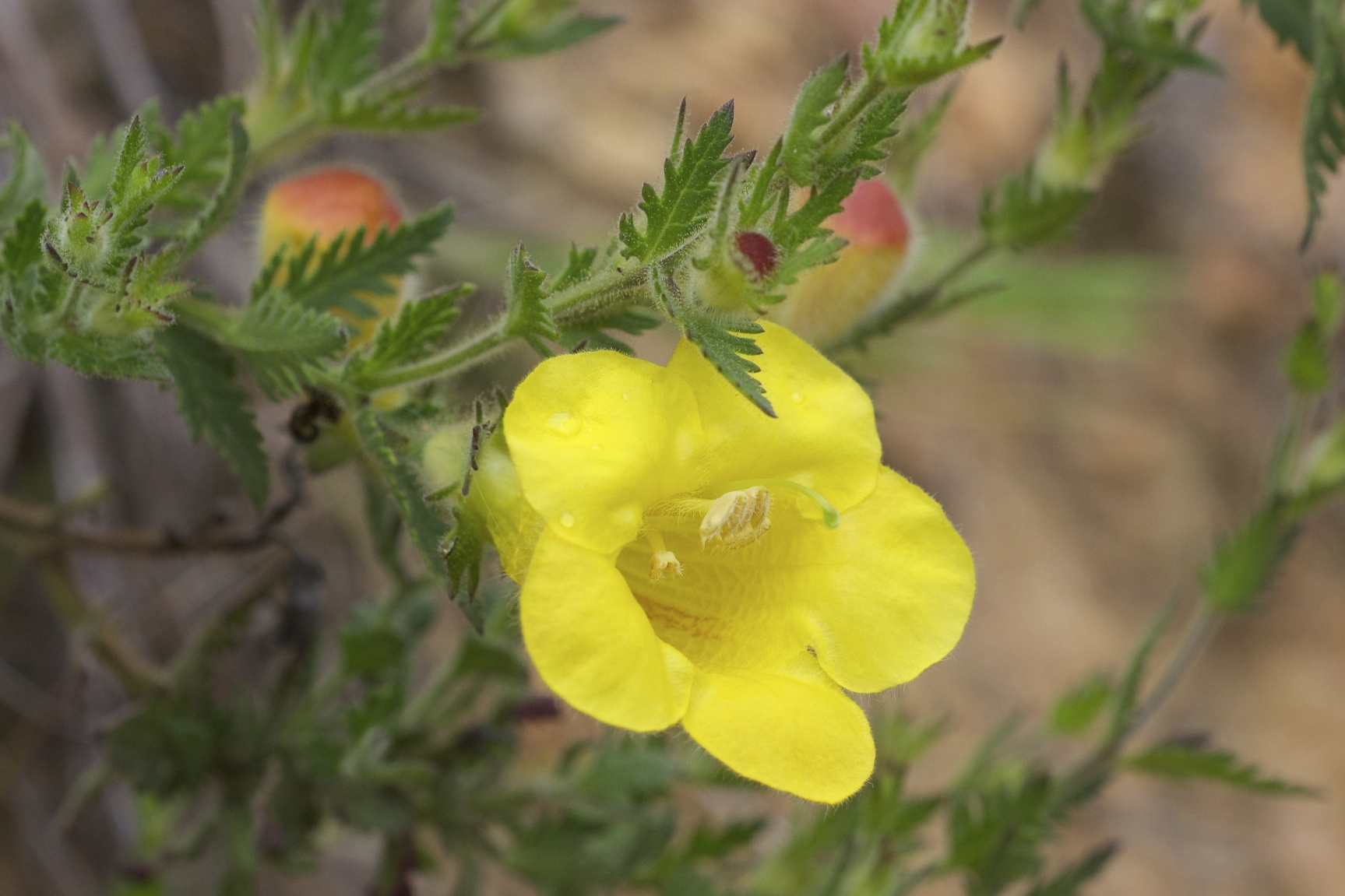
Aureolaria pectinata

Aureolaria – rodzaj roślin z rodziny zarazowatych (Orobanchaceae). Obejmuje 10 gatunków, przy czym bazy taksonomiczne wymieniają 8 gatunków o statusie zweryfikowanym. Wszystkie występują we wschodniej i środkowej części Ameryki Północnej, od Maine i Ontario na północy, po Florydę, Teksas i północno-wschodni Meksyk na południu. Są to rośliny półpasożytujące na roślinach z rodzin bukowatych i rzadziej wrzosowatych.
Aureolaria flava uprawiana bywa jako roślina ozdobna. Rośliny zawierają aukubinę – glikozyd irydoidowy i są rośliną pokarmową dla gąsienic motyli Euphydryas phaeton. Różne gatunki z rodzaju wykorzystywane były przez Indian jako rośliny lecznicze (m.in. przeciw szkorbutowi, jadom węży). A. flava z powodu swej lepkości stosowana była dla zabezpieczania koni przed dokuczliwymi muchówkami.
Nazwa rodzaju utworzona została z greckich słów aurea, aureola znaczących „złoty” w nawiązaniu do koloru kwiatów i prawdopodobnie w złożeniu z aria oznaczającym „dąb”, na którego korzeniach rośliny te półpasożytują.

## Morfologia
PokrójRośliny zielne (roczne i byliny), o pędach wzniesionych, obłych na przekroju, nagich, ogruczolonych lub ogruczolonych i owłosionych.
LiścieNaprzeciwległe, pozornie naprzeciwległe, okółkowe lub skrętoległe, siedzące i ogonkowe, o blaszce podługowatej, zwykle najszerszej w dolnej części, pojedynczo lub podwójnie pierzastozłożonej, przy czym górne liście zwykle niepodzielone, całobrzegie, piłkowane lub ząbkowane.
KwiatySzypułkowe. Kielich zwykle dzwonkowaty. Korona żółta, słabo grzbiecista lub niemal kółkowa, dzwonkowata lub lejkowata z szeroko rozpostartymi łatkami i owłosioną gardzielą. Pręciki 4, schowane w gardzieli, przy czym dwa z nich są dłuższe. Nitki pręcików wełnisto owłosione. Zalążnia podłużna.
OwoceTorebki zawierające liczne nasiona o siateczkowatej łupinie, oskrzydlone lub nie.

## Systematyka
Pozycja według APweb (aktualizowany system APG IV z 2016)
Rodzaj z rodziny zarazowatych (Orobanchaceae) należącej do rzędu jasnotowców reprezentującego dwuliścienne właściwe.
Wykaz gatunków
- Aureolaria flava (L.) Farw.
- Aureolaria grandiflora (Benth.) Pennell
- Aureolaria greggii (S.Watson) Pennell
- Aureolaria levigata (Raf.) Raf.
- Aureolaria patula (Chapm.) Pennell
- Aureolaria pectinata (Nutt.) Pennell
- Aureolaria pedicularia (L.) Raf. ex Farw.
- Aureolaria virginica (L.) Pennell